# Овощное (Крым)
Овощно́е (до 1948 года Так-Бузар; укр. Овочеве, крымскотат. Tav Buzar, Тав Бузар) — село в Джанкойском районе Республики Крым, входит в состав Изумрудновского сельского поселения (согласно административно-территориальному делению Украины — Изумрудновского сельского совета Автономной Республики Крым).

## Население
| 2001 | 2014 |
| ---- | ---- |
| 812  | ↘751 |

Всеукраинская перепись 2001 года показала следующее распределение по носителям языка
| Язык             | Процент |
| ---------------- | ------- |
| русский          | 64.29   |
| крымскотатарский | 20.57   |
| украинский       | 12.68   |
| другие           | 0.49    |

### Динамика численности
| - 1805 год — 207 чел. - 1864 год — 21 чел. - 1889 год — 211 чел. - 1892 год — 208 чел. - 1900 год — 55 чел. - 1915 год — 9/46 чел. | - 1926 год — 147 чел. - 1989 год — 763 чел. - 2001 год — 812 чел. - 2009 год — 906 чел. - 2014 год — 751 чел. |

## Современное состояние
На 2017 год в Овощном числится 13 улиц и 1 переулок; на 2009 год, по данным сельсовета, село занимало площадь 103 гектара на которой, в 310 дворах, проживало 906 человек. В селе действуют средняя общеобразовательная школа, библиотека, сельский клуб, церковь великомученицы Варвары. Село газифицировано, связано с райцентром и соседними населёнными пунктами автобусным сообщением и пригородными поездами.

## География
Овощное — село в центре района, в степном Крыму, на берегу балки (реки) Заветленинская, высота центра села над уровнем моря — 15 м. Расположено у железнодорожной линии Джанкой — Армянск. Соседние сёла: Калиновка на другой стороне железной дороги и Маслово в 2 км на север. Расстояние до райцентра — около 10 километров (по шоссе), на окраине села находится железнодорожная платформа 10 километр (на линии Джанкой — Армянск). Транспортное сообщение осуществляется по региональной автодороге 35Н-145 от шоссе 35А-001 граница с Украиной — Джанкой — Феодосия — Керчь до Овощного (по украинской классификации — С-0-10421).

## История
Первое документальное упоминание села встречается в Камеральном Описании Крыма… 1784 года, судя по которому, в последний период Крымского ханства Татар базар входил в Бочалатский кадылык Карасубазар ского каймаканства.
После присоединения Крыма к России (8) 19 апреля 1783 года, (8) 19 февраля 1784 года, именным указом Екатерины II сенату, на территории бывшего Крымского Ханства была образована Таврическая область и деревня была приписана к Перекопскому уезду. После Павловских реформ, с 1796 по 1802 год, входила в Перекопский уезд Новороссийской губернии. По новому административному делению, после создания 8 (20) октября 1802 года Таврической губернии, Тавбузар был включён в состав Бозгозской волости Перекопского уезда.
По Ведомости о всех селениях в Перекопском уезде состоящих с показанием в которой волости сколько числом дворов и душ… от 21 октября 1805 года, в деревне Тавбузар числилось 37 дворов, 203 крымских татарина, 2 цыган и 2 ясыров. На военно-топографической карте генерал-майора Мухина 1817 года деревня Таузар обозначена с 35 дворами. После реформы волостного деления 1829 года Тавбузар, согласно «Ведомости о казённых волостях Таврической губернии 1829 года» отнесли к Эльвигазанской волости. На карте 1836 года в деревне 25 дворов, как и на карте 1842 года.
В 1860-х годах, после земской реформы Александра II, деревню включили в состав Бурлак-Таминской волости. В «Списке населённых мест Таврической губернии по сведениям 1864 года», составленном по результатам VIII ревизии 1864 года, Тавбузар — владельческая татарская деревня с 5 дворами и 21 жителем при колодцах. По обследованиям профессора А. Н. Козловского начала 1860-х годов, в селении «… нет ни колодцев, ни запруд, ни проточных вод», имелись только копани (выкопанная на месте с близким залеганием грунтовых вод яма) глубиной 5 саженей (от 6 до 10 м) вода в которых «не совсем пресная и держится не постоянно». Согласно «Памятной книжке Таврической губернии за 1867 год», деревня была покинута жителями в 1860—1864 годах, в результате эмиграции крымских татар, особенно массовой после Крымской войны 1853—1856 годов, в Турцию и оставалась в развалинах и, если на трехверстовой карте Шуберта 1865 года деревня ещё обозначена, то на карте, с корректурой 1876 года её уже нет.
По «Памятной книге Таврической губернии 1889 года», по результатам Х ревизии 1887 года, в деревне Тавбузар, уже Ишуньской волости, числилось 35 дворов и 211 жителей.
После земской реформы 1890 года Тавбузар отнесли к Богемской волости.В «…Памятной книжке Таврической губернии на 1892 год» в сведениях о Богемской волости никаких данных о деревне, кроме названия, не приведено. По «…Памятной книжке Таврической губернии на 1900 год» в посёлке Тавбузар числилось 208 жителей в 34 дворах. По Статистическому справочнику Таврической губернии. Ч.II-я. Статистический очерк, выпуск пятый Перекопский уезд, 1915 год, в экономии Тавбузар Богемской волости Перекопского уезда числилось 3 двора с немецким населением в количестве 9 человек приписных жителей и 46 «посторонних», из которых 36 мужчин и 19 женщин. В экономии числилось 1120 десятин удобной земли. В хозяйстве имелось 41 лошадь, 138 волов, 28 коров и 199 голов мелкого скота.
После установления в Крыму Советской власти, по постановлению Крымревкома от 8 января 1921 года № 206 «Об изменении административных границ» была упразднена волостная система и в составе Джанкойского уезда был создан Джанкойский район. В селении, на базе бывшей экономии был создан совхоз «Тав-Бузар». В 1922 году уезды преобразовали в округа. 11 октября 1923 года, согласно постановлению ВЦИК, в административное деление Крымской АССР были внесены изменения, в результате которых округа были ликвидированы, основной административной единицей стал Джанкойский район и село включили в его состав. Согласно Списку населённых пунктов Крымской АССР по Всесоюзной переписи 17 декабря 1926 года, в селе Тавбузар, Марьинского сельсовета Джанкойского района, числилось 26 дворов, из них 25 крестьянских, население составляло 147 человек, из них 109 русских, 21 украинец, 11 немцев, 5 татар, 1 записан в графе «прочие», действовала русская школа.
Видимо, после освобождения Крыма от фашистов в 1944 году, село опустело и было преобразовано в совхоз. 12 августа 1944 года было принято постановление № ГОКО-6372с «О переселении колхозников в районы Крыма» и в сентябре 1944 года в район приехали первые новоселы (27 семей) из Каменец-Подольской и Киевской областей, а в начале 1950-х годов последовала вторая волна переселенцев из различных областей Украины. С 25 июня 1946 года Тавбузар в составе Крымской области РСФСР. Указом Президиума Верховного Совета РСФСР от 18 мая 1948 года, населённый пункт совхоза Тавбузар переименовали в Овощное. С 1951 года совхоз «Тав-Бузар» переименован в «8-е Марта». 26 апреля 1954 года Крымская область была передана из состава РСФСР в состав УССР. Время включения в Выселковскский (с 1963 года — Днепровский) сельсовет пока не выяснено: на 15 июня 1960 года село уже числилось в его составе. С 10 октября 1975 года в составе совхоза «Изумрудный», 5 января 1982 года образован Изумрудновский сельсовет куда вошло село. По данным переписи 1989 года в селе проживало 763 человека. С 12 февраля 1991 года село в восстановленной Крымской АССР, 26 февраля 1992 года переименованной в Автономную Республику Крым. С 21 марта 2014 года в составе Крыма аннексировано Россией.